# دومیر رنیچ (بازیکن هندبال زاده ۱۹۵۵)
دومیر رنیچ (انگلیسی: Momir Rnić؛ زادهٔ ۳ فوریهٔ ۱۹۵۵) بازیکن هندبال اهل یوگسلاوی بود.